# Cistus clusii
La romerina (Cistus clusii), también nombrada como romero macho, es una especie perteneciente a la familia de las cistáceas.

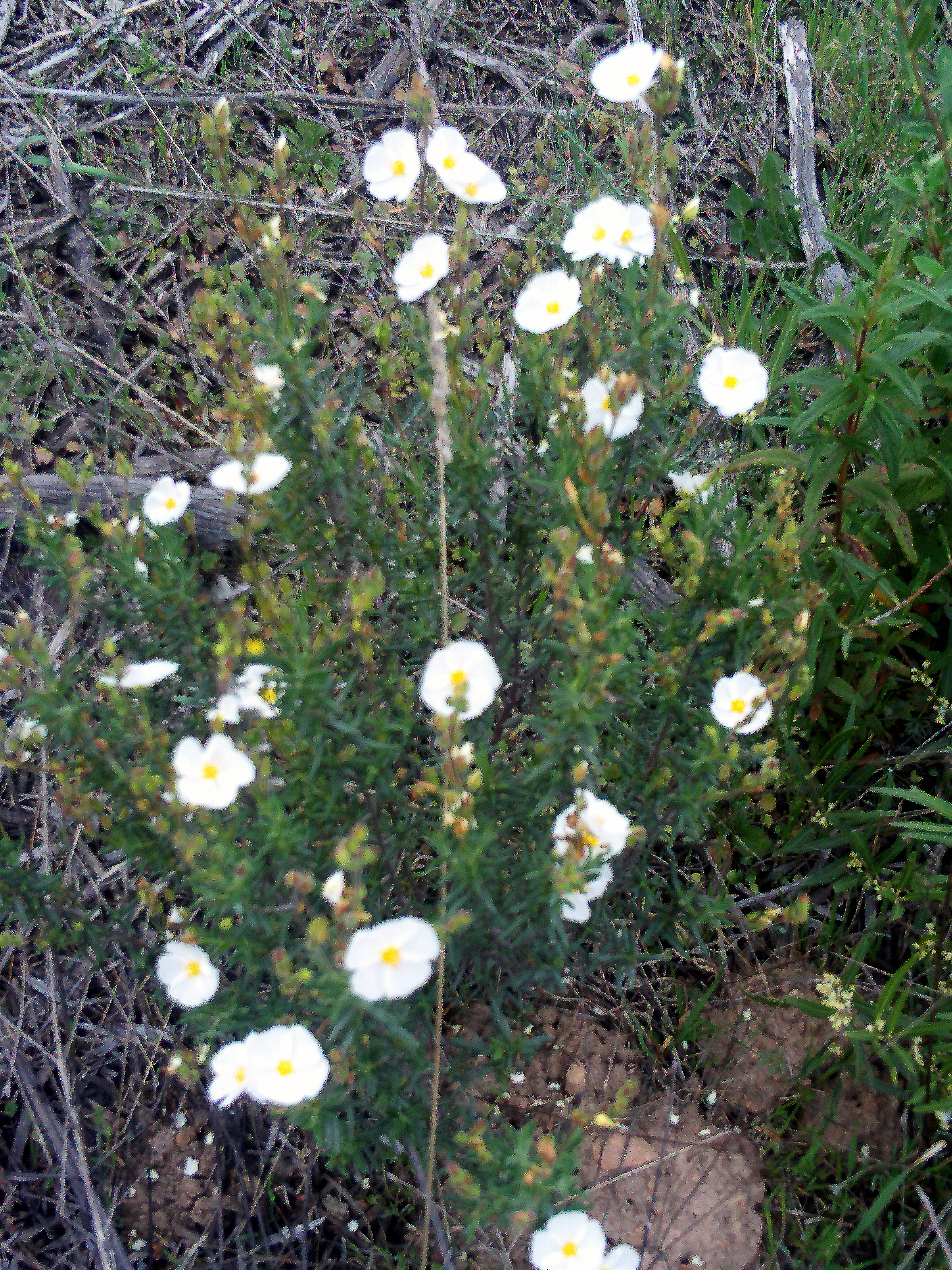
Vista de la planta

## Descripción

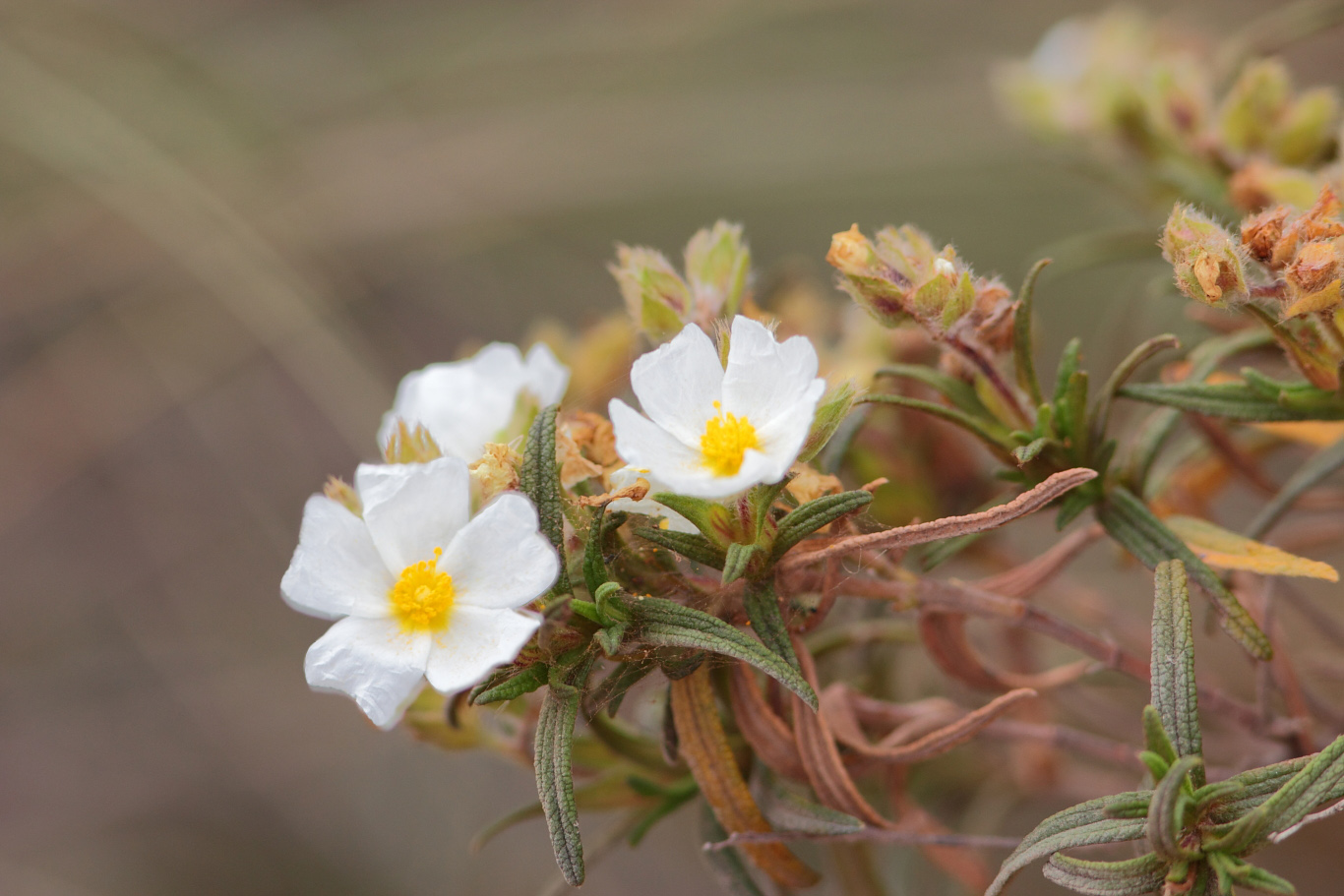
Flores de Cistus clusii - Jara

Es un arbustillo perennifolio de hasta 1 m que desprende un aromático olor a resina. Por su porte y hojas se confunde sin flores con el romero. Ramas jóvenes densamente pubescentes. Hojas opuestas lineres, con márgenes revolutos, verde oscuras y brillantes por el haz, y blanco tomentosas por el envés, con nervio central muy marcado. Inflorescencia en cimas umbeliformes laterales con 1-8 flores. Flores pequeñas. Pedúnculos, pedicelos y cáliz generalmente villosos, más o menos hirsutas, pelos blanquecinos; cáliz con 3 sépalos ovoideos; pétalos blancos. Cápsula de 4-8 mm, que se abre por 5 valvas con pelos estrellados. Floración primaveral y fructificación veraniega.
Se puede confundir con Halimium umbellatum L., pero este se cría en arenales silíceos y terrenos sin cal y tiene el fruto con 3 valvas.

## Hábitat
Terrenos calizos incluso yesosos y arenosos, en ambientes típicos de pino carrasco y encinares.

## Distribución
En el Mediterráneo occidental alcanzando hacia el este el sur de Italia. En el norte de África desde el Atlántico hasta la costa oriental de Túnez, por el sur hasta el Atlas Medio y el Atlas sahariano. En la península ibérica en la mitad oriental y en Baleares.

## Subespecies
Se reconocen 2 subespecies. La subsp. clusii con inflorescencias cortas, de 4-5 cm, formadas por verticilos de 2-3 flores. habita en el rango general de distribución de la especie aunque no se encuentra en Baleares, hasta los 1.500 m s. n. m. . La subespecie multiflorus Demoly, con inflorescencias más largas, de 4-10 cm, formadas por verticilos de 3-5 flores, es un endemismo del sureste de España y de Baleares.

## Taxonomía
Cistus clusii fue descrita por Michel Félix Dunal y publicado en Prodr. 1: 266 1824.
Etimología
Cistus: nombre genérico que deriva del griego kisthós latinizado cisthos = nombre dado a diversas especies del género Cistus L. Algunos autores pretenden relacionarla, por la forma de sus frutos, con la palabra griega kístē = "caja, cesta".
clusii: epíteto otorgado en honor del botánico Carolus Clusius.
Sinonimia
| - Cistus clusii [ß] pruinosus Willk. - Cistus clusii [1] grandiflorus Willk. - Cistus clusii [2] parviflorus Willk. - Cistus clusii [alfa] viridis Willk. - Cistus clusii Dunal in DC. subsp. clusii Dunal in DC. - Cistus clusii subsp. multiflorus Demoly - Cistus clusii var. fastigiatus (Guss.) Nyman - Cistus fastigiatus Guss. - Cistus libanotis var. fastigiatus (Guss.) Laza - Cistus libanotis var. fastigiatus (Guss.) Martín Bol. & Guinea - Cistus libanotis var. sedjera Dans. - Cistus libanotis var. sedjera (Pomel) Dans. - Cistus libanotis var. segobricensis Sennen & Pau - Cistus rosmarinifolius var. sedjera (Pomel) Grosser in Engl. - Cistus rosmarinifolius Pourr. - Cistus sedjera Pomel - Halimium bianorii Sennen - Halimium clusii (Dunal) Spach - Halimium rosmarinifolium Spach - Halimium umbellatum var. bianorii Sennen. |

## Nombres comunes
- Castellano: cabriollas, colgafocs, conocia, estepilla, huagarzo, huagarzo negro, jaguarzo, jaguarzo blanco, jaguarzo negro, jara blanca, jaraca, jara como romero, jara con hojas de romero, jara de hoja de romero, jara negra, juagarzo blanco, juagarzo tetillero, quebraolla, quebraollas, quiebraolla, quiebraollas, reculo, romarina, romera, romerilla, romerina, romero, romero blanco, romero cabraollas, romero carralcul, romero macho, romero masclo, romero quiebraollas, romero sacarracull, tamarilla, tomillo risueño, turmeruela, xaguarzo.[6]